# Circuit Imatra

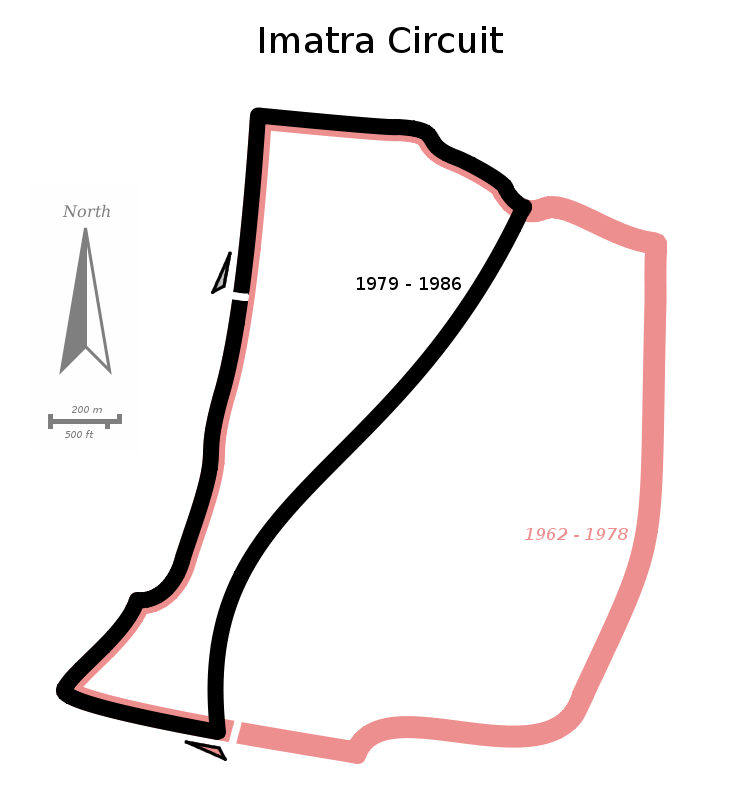
De lay-out van het circuit van Imatra

Het Circuit van Imatra in Finland bestond van 1962 tot 1986 in twee versies en werd uitsluitend gebruikt voor wegraces met motorfietsen.
Van 1962 tot 1978 werd een 6,030 kilometer lang stratencircuit in het oosten van de stad Imatra gebruikt. Men reed er met de klok mee. Het circuit lag langs de Vuoksi rivier en een spoorlijn, die tijdens de wedstrijden twee keer overgestoken moest worden.
Van 1979 tot 1982 werd een korter circuit gebruikt. Dit was slechts 4,950 kilometer lang en bestond grotendeels uit de wegen van het westelijke deel van het oorspronkelijke circuit.
Vanaf het seizoen 1964 tot en met het seizoen 1982 werd op dit circuit 19 keer de Grand Prix van Finland georganiseerd. Vanaf het seizoen 1983 verloor de Finse Grand Prix haar WK-status vanwege het gevaarlijke circuit en de dood van zijspancoureur Jock Taylor in 1982.
In 1986 werd de laatste wegrace op het circuit van Imatra gehouden, maar er worden nog steeds classic (veteranen) races georganiseerd. 
Wegenrennen keerden terug naar Imatra in 2016 met een ronde van het International Road Racing Championship, en er wordt ook een ronde voor 2017 gepland.

## Resultaten van de WK-races

### Van 1964 tot 1972
| Jaar | Klasse     | 1e                                         | 2e                                          | 3e                                          | Snelste ronde                             |  |
| ---- | ---------- | ------------------------------------------ | ------------------------------------------- | ------------------------------------------- | ----------------------------------------- |  |
| 1964 | 50 cc      | Hugh Anderson (Suzuki)                     | Hans Georg Anscheidt (Kreidler)             | Luigi Taveri (Kreidler)                     | Hugh Anderson (Suzuki)                    |  |
| 1964 | 125 cc     | Luigi Taveri (Honda)                       | Ralph Bryans (Honda)                        | Jim Redman (Honda)                          | Jim Redman (Honda)                        |  |
| 1964 | 350 cc     | Jim Redman (Honda)                         | Bruce Beale (Honda)                         | Endel Kiisa (CKEB)                          | Jim Redman (Honda)                        |  |
| 1964 | 500 cc     | Jack Ahearn (Norton)                       | Mike Duff (Matchless)                       | Gyula Marsovszky (Matchless)                | Mike Duff (Matchless)                     |  |
|      |            |                                            |                                             |                                             |                                           |  |
| 1965 | 125 cc     | Hugh Anderson (Suzuki)                     | Frank Perris (Suzuki)                       | Jochen Leitert (MZ)                         | Hugh Anderson (Suzuki)                    |  |
| 1965 | 250 cc     | Mike Duff (Yamaha)                         | Heinz Rosner (MZ)                           | Ralph Bryans (Honda)                        | Mike Duff (Yamaha)                        |  |
| 1965 | 350 cc     | Giacomo Agostini (MV Agusta)               | Bruce Beale (Honda)                         | František Boček (Jawa)                      | Giacomo Agostini (MV Agusta)              |  |
| 1965 | 500 cc     | Giacomo Agostini (MV Agusta)               | Paddy Driver (Matchless)                    | Fred Stevens (Matchless)                    | Giacomo Agostini (MV Agusta)              |  |
|      |            |                                            |                                             |                                             |                                           |  |
| 1966 | 125 cc     | Phil Read (Yamaha)                         | Luigi Taveri (Honda)                        | Ralph Bryans (Honda)                        | Luigi Taveri (Honda)                      |  |
| 1966 | 250 cc     | Mike Hailwood (Honda)                      | Stuart Graham (Honda)                       | František Šťastný (Jawa)                    | Mike Hailwood (Honda)                     |  |
| 1966 | 350 cc     | Mike Hailwood (Honda)                      | Heinz Rosner (MZ)                           | Jack Ahearn (Norton)                        | Mike Hailwood (Honda)                     |  |
| 1966 | 500 cc     | Giacomo Agostini (MV Agusta)               | Mike Hailwood (Honda)                       | Jack Findlay (McIntyre-Matchless)           | Giacomo Agostini (MV Agusta)              |  |
|      |            |                                            |                                             |                                             |                                           |  |
| 1967 | 125 cc     | Stuart Graham (Suzuki)                     | Bill Ivy (Yamaha)                           | Dave Simmonds (Kawasaki)                    | Bill Ivy (Yamaha)                         |  |
| 1967 | 250 cc     | Mike Hailwood (Honda)                      | Bill Ivy (Yamaha)                           | Derek Woodman (MZ)                          | Mike Hailwood (Honda)                     |  |
| 1967 | 500 cc     | Giacomo Agostini (MV Agusta)               | John Hartle (Métisse-Matchless)             | Billie Nelson (Norton)                      | Giacomo Agostini (MV Agusta)              |  |
| 1967 | Zijspannen | Klaus Enders/ Ralf Engelhardt (BMW)        | Johann Attenberger/ Josef Schillinger (BMW) | Georg Auerbacher/ Eduard Dein (BMW)         | Klaus Enders/ Ralf Engelhardt (BMW)       |  |
|      |            |                                            |                                             |                                             |                                           |  |
| 1968 | 125 cc     | Phil Read (Yamaha)                         | Bill Ivy (Yamaha)                           | Heinz Rosner (MZ)                           | Bill Ivy (Yamaha)                         |  |
| 1968 | 250 cc     | Phil Read (Yamaha)                         | Heinz Rosner (MZ)                           | Rodney Gould (Bultaco-Yamaha)               | Phil Read (Yamaha)                        |  |
| 1968 | 500 cc     | Giacomo Agostini (MV Agusta)               | Jack Findlay (McIntyre-Matchless)           | Derek Woodman (Seeley)                      | Giacomo Agostini (MV Agusta)              |  |
| 1968 | Zijspannen | Helmut Fath/ Wolfgang Kalauch (URS)        | Heinz Luthringshauser/ Geoff Hughes (BMW)   | Georg Auerbacher/ Hermann Hahn (BMW)        | Helmut Fath/ Wolfgang Kalauch (URS)       |  |
|      |            |                                            |                                             |                                             |                                           |  |
| 1969 | 125 cc     | Dave Simmonds (Kawasaki)                   | Günter Bartusch (MZ)                        | Cees van Dongen (Suzuki)                    | Dave Simmonds (Kawasaki)                  |  |
| 1969 | 250 cc     | Kent Andersson (Yamaha)                    | Günter Bartusch (MZ)                        | Börje Jansson (Yamaha)                      | Kent Andersson (Yamaha)                   |  |
| 1969 | 350 cc     | Giacomo Agostini (MV Agusta)               | Rodney Gould (Yamaha)                       | Giuseppe Visenzi (Yamaha)                   | Giacomo Agostini (MV Agusta)              |  |
| 1969 | 500 cc     | Giacomo Agostini (MV Agusta)               | Billie Nelson (Paton)                       | Godfrey Nash (Norton)                       | Giacomo Agostini (MV Agusta)              |  |
| 1969 | Zijspannen | Klaus Enders/ Ralf Engelhardt (BMW)        | Helmut Lünemann/ Johnny Bengtsson (BMW)     | Heinz Luthringshauser/ Geoff Hughes (BMW)   | Helmut Fath/ Wolfgang Kalauch (URS)       |  |
|      |            |                                            |                                             |                                             |                                           |  |
| 1970 | 125 cc     | Dave Simmonds (Kawasaki)                   | Thomas Heuschkel (MZ)                       | Hartmut Bischoff (MZ)                       | Ángel Nieto (Derbi)                       |  |
| 1970 | 250 cc     | Rodney Gould (Yamaha)                      | Kent Andersson (Yamaha)                     | Paul Smart (Yamaha)                         | Rodney Gould (Yamaha)                     |  |
| 1970 | 350 cc     | Giacomo Agostini (MV Agusta)               | Kent Andersson (Yamaha)                     | Rodney Gould (Yamaha)                       | Giacomo Agostini (MV Agusta)              |  |
| 1970 | 500 cc     | Giacomo Agostini (MV Agusta)               | Ginger Molloy (Kawasaki)                    | Alberto Pagani (Linto)                      | Giacomo Agostini (MV Agusta)              |  |
| 1970 | Zijspannen | Klaus Enders/ Ralf Engelhardt (BMW)        | Siegfried Schauzu/ Peter Rutterford (BMW)   | Arsenius Butscher/ Josef Huber (BMW)        | Klaus Enders/ Ralf Engelhardt (BMW)       |  |
|      |            |                                            |                                             |                                             |                                           |  |
| 1971 | 125 cc     | Barry Sheene (Suzuki)                      | Dieter Braun (Maico)                        | Gert Bender (Maico)                         | Barry Sheene (Suzuki)                     |  |
| 1971 | 250 cc     | Rodney Gould (Yamaha)                      | John Dodds (Yamaha)                         | Dieter Braun (Yamaha)                       | Jarno Saarinen (Yamaha)                   |  |
| 1971 | 350 cc     | Giacomo Agostini (MV Agusta)               | Jarno Saarinen (Yamaha)                     | Billie Nelson (Yamaha)                      | Giacomo Agostini (MV Agusta)              |  |
| 1971 | 500 cc     | Giacomo Agostini (MV Agusta)               | Dave Simmonds (Kawasaki)                    | Rob Bron (Suzuki)                           | Giacomo Agostini (MV Agusta)              |  |
| 1971 | Zijspannen | Horst Owesle/ Peter Rutterford (Münch-URS) | Richard Wegener/ Adi Heinrichs (BMW)        | Jean-Claude Castella/ Albert Castella (BMW) | Siegfried Schauzu/ Wolfgang Kalauch (BMW) |  |
|      |            |                                            |                                             |                                             |                                           |  |
| 1972 | 125 cc     | Kent Andersson (Yamaha)                    | Ángel Nieto (Derbi)                         | Dieter Braun (Maico)                        | Kent Andersson (Yamaha)                   |  |
| 1972 | 250 cc     | Jarno Saarinen (Yamaha)                    | Silvio Grassetti (MZ)                       | Kent Andersson (Yamaha)                     | Jarno Saarinen (Yamaha)                   |  |
| 1972 | 350 cc     | Giacomo Agostini (MV Agusta)               | Jarno Saarinen (Yamaha)                     | Renzo Pasolini (Aermacchi)                  | Giacomo Agostini (MV Agusta)              |  |
| 1972 | 500 cc     | Giacomo Agostini (MV Agusta)               | Alberto Pagani (MV Agusta)                  | Rodney Gould (Yamaha)                       | Giacomo Agostini (MV Agusta)              |  |
| 1972 | Zijspannen | Chris Vincent/ Michael Casey (Münch-URS)   | Klaus Enders/ Ralf Engelhardt (Busch-BMW)   | Siegfried Schauzu/ Wolfgang Kalauch (BMW)   | Chris Vincent/ Michael Casey (Münch-URS)  |  |

### Van 1973 tot 1982
(Gekleurde achtergrond = race geboycot door internationale coureurs)
| Jaar | Klasse     | 1e                                           | 2e                                             | 3e                                              | Poleposition                                   | Snelste ronde                                          |  |
| ---- | ---------- | -------------------------------------------- | ---------------------------------------------- | ----------------------------------------------- | ---------------------------------------------- | ------------------------------------------------------ |  |
| 1973 | 125 cc     | Otello Buscherini (Malanca)                  | Kent Andersson (Yamaha)                        | Börje Jansson (Maico)                           | Kent Andersson (Yamaha)                        | Otello Buscherini (Malanca)                            |  |
| 1973 | 250 cc     | Teuvo Länsivuori (Yamaha)                    | Dieter Braun (Yamaha)                          | John Dodds (Yamaha)                             | Teuvo Länsivuori (Yamaha)                      | Teuvo Länsivuori (Yamaha)                              |  |
| 1973 | 350 cc     | Giacomo Agostini (MV Agusta)                 | Phil Read (MV Agusta)                          | John Dodds (Yamaha)                             | Teuvo Länsivuori (Yamaha)                      | John Dodds (Yamaha)                                    |  |
| 1973 | 500 cc     | Giacomo Agostini (MV Agusta)                 | Phil Read (MV Agusta)                          | Bruno Kneubühler (Yamaha)                       | Giacomo Agostini (MV Agusta)                   | Giacomo Agostini (MV Agusta)                           |  |
| 1973 | Zijspannen | Kalevi Rahko/ Kari Laatikainen (Honda)       | Jaakko Palomäki/ Juhani Vesterinen (BMW)       | Pentti Moskari/ Olaf Sten (BMW)                 | Onbekend                                       | Matti Satukangas/ Alanen (Sachs)                       |  |
|      |            |                                              |                                                |                                                 |                                                |                                                        |  |
| 1974 | 50 cc      | Julien van Zeebroeck (Van Veen-Kreidler)     | Rudolf Kunz (Kreidler)                         | Ulrich Graf (Kreidler)                          | Julien van Zeebroeck (Van Veen-Kreidler)       | Julien van Zeebroeck (Van Veen-Kreidler)               |  |
| 1974 | 250 cc     | Walter Villa (Harley-Davidson)               | Michel Rougerie (Harley-Davidson)              | Dieter Braun (Yamaha)                           | Michel Rougerie (Harley-Davidson)              | Walter Villa (Harley-Davidson)                         |  |
| 1974 | 350 cc     | John Dodds (Yamaha)                          | Bruno Kneubühler (Yamaha)                      | Dieter Braun (Yamaha)                           | Teuvo Länsivuori (Yamaha)                      | Bruno Kneubühler (Yamaha)                              |  |
| 1974 | 500 cc     | Phil Read (MV Agusta)                        | Gianfranco Bonera (MV Agusta)                  | Teuvo Länsivuori (Yamaha)                       | Phil Read (MV Agusta)                          | Teuvo Länsivuori (Yamaha)                              |  |
|      |            |                                              |                                                |                                                 |                                                |                                                        |  |
| 1975 | 50 cc      | Ángel Nieto (Kreidler)                       | Eugenio Lazzarini (Piovaticci)                 | Rudolf Kunz (Kreidler)                          | Eugenio Lazzarini (Piovaticci)                 | Ángel Nieto (Kreidler)                                 |  |
| 1975 | 250 cc     | Michel Rougerie (Harley-Davidson)            | Johnny Cecotto (Yamaha)                        | Otello Buscherini (Yamaha)                      | Michel Rougerie (Harley-Davidson)              | Johnny Cecotto (Yamaha)                                |  |
| 1975 | 350 cc     | Johnny Cecotto (Yamaha)                      | Giacomo Agostini (Yamaha)                      | Patrick Pons (Yamaha)                           | Johnny Cecotto (Yamaha)                        | Patrick Pons (Yamaha)                                  |  |
| 1975 | 500 cc     | Giacomo Agostini (Yamaha)                    | Teuvo Länsivuori (Yamaha)                      | Jack Findlay (Yamaha)                           | Gianfranco Bonera (MV Agusta)                  | Giacomo Agostini (Yamaha)                              |  |
|      |            |                                              |                                                |                                                 |                                                |                                                        |  |
| 1976 | 50 cc      | Julien van Zeebroeck (Kreidler)              | Ulrich Graf (Kreidler)                         | Eugenio Lazzarini (UFO)                         | Ángel Nieto (Bultaco)                          | Ulrich Graf (Kreidler)                                 |  |
| 1976 | 125 cc     | Pier Paolo Bianchi (Morbidelli)              | Gert Bender (Bender)                           | Henk van Kessel (Condor)                        | Pier Paolo Bianchi (Morbidelli)                | Pier Paolo Bianchi (Morbidelli)                        |  |
| 1976 | 250 cc     | Walter Villa (Harley-Davidson)               | Takazumi Katayama (Yamaha)                     | Gianfranco Bonera (Harley-Davidson)             | Walter Villa (Harley-Davidson)                 | Gianfranco Bonera (Harley-Davidson)                    |  |
| 1976 | 350 cc     | Walter Villa (Harley-Davidson)               | Dieter Braun (Morbidelli)                      | Tom Herron (Yamaha)                             | Walter Villa (Harley-Davidson)                 | Dieter Braun (Morbidelli)                              |  |
| 1976 | 500 cc     | Pat Hennen (Suzuki)                          | Teuvo Länsivuori (Suzuki)                      | Philippe Coulon (Suzuki)                        | Giacomo Agostini (Suzuki)                      | John Newbold (Suzuki)                                  |  |
|      |            |                                              |                                                |                                                 |                                                |                                                        |  |
| 1977 | 125 cc     | Pier Paolo Bianchi (Morbidelli)              | Eugenio Lazzarini (Morbidelli)                 | Jean-Louis Guignabodet (Morbidelli)             | Pier Paolo Bianchi (Morbidelli)                | Pier Paolo Bianchi (Morbidelli)                        |  |
| 1977 | 250 cc     | Walter Villa (Harley-Davidson)               | Mick Grant (Kawasaki)                          | Kork Ballington (Yamaha)                        | Alan North (Yamaha)                            | Walter Villa (Harley-Davidson)                         |  |
| 1977 | 350 cc     | Takazumi Katayama (Yamaha)                   | Christian Sarron (Yamaha)                      | Jon Ekerold (Yamaha)                            | Johnny Cecotto (Yamaha)                        | Jon Ekerold (Yamaha)                                   |  |
| 1977 | 500 cc     | Johnny Cecotto (Yamaha)                      | Marco Lucchinelli (Suzuki)                     | Gianfranco Bonera (Suzuki)                      | Barry Sheene (Suzuki)                          | Johnny Cecotto (Yamaha)                                |  |
|      |            |                                              |                                                |                                                 |                                                |                                                        |  |
| 1978 | 125 cc     | Ángel Nieto (Minarelli)                      | Eugenio Lazzarini (MBA)                        | Harald Bartol (Morbidelli)                      | Eugenio Lazzarini (MBA)                        | Ángel Nieto (Minarelli)                                |  |
| 1978 | 250 cc     | Kork Ballington (Kawasaki)                   | Gregg Hansford (Kawasaki)                      | Mario Lega (Morbidelli)                         | Gregg Hansford (Kawasaki)                      | Kork Ballington (Kawasaki)                             |  |
| 1978 | 350 cc     | Kork Ballington (Kawasaki)                   | Takazumi Katayama (Yamaha)                     | Tom Herron (Yamaha)                             | Kork Ballington (Kawasaki)                     | Takazumi Katayama (Yamaha)                             |  |
| 1978 | 500 cc     | Wil Hartog (Suzuki)                          | Takazumi Katayama (Yamaha)                     | Johnny Cecotto (Yamaha)                         | Johnny Cecotto (Yamaha)                        | Johnny Cecotto (Yamaha)                                |  |
|      |            |                                              |                                                |                                                 |                                                |                                                        |  |
| 1979 | 125 cc     | Ricardo Tormo (Bultaco)                      | Matti Kinnunen (MBA)                           | Hans Müller (MBA)                               | Stefan Dörflinger (Morbidelli)                 | Ricardo Tormo (Bultaco)                                |  |
| 1979 | 250 cc     | Kork Ballington (Kawasaki)                   | Gregg Hansford (Kawasaki)                      | Patrick Fernandez (Yamaha)                      | Toni Mang (Kawasaki)                           | Gregg Hansford (Kawasaki)                              |  |
| 1979 | 350 cc     | Gregg Hansford (Kawasaki)                    | Patrick Fernandez (Yamaha)                     | Pentti Korhonen (Yamaha)                        | Kork Ballington (Kawasaki)                     | Gregg Hansford (Kawasaki)                              |  |
| 1979 | 500 cc     | Boet van Dulmen (Suzuki)                     | Randy Mamola (Suzuki)                          | Barry Sheene (Suzuki)                           | Boet van Dulmen (Suzuki)                       | Jack Middelburg (Suzuki)                               |  |
|      |            |                                              |                                                |                                                 |                                                |                                                        |  |
| 1980 | 125 cc     | Ángel Nieto (Minarelli)                      | Pier Paolo Bianchi (MBA)                       | Hans Müller (MBA)                               | Guy Bertin (Motobécane)                        | Ángel Nieto (Minarelli)                                |  |
| 1980 | 250 cc     | Kork Ballington (Kawasaki)                   | Toni Mang (Krauser)                            | Roland Freymond (Ad Maiora)                     | Toni Mang (Krauser)                            | Kork Ballington (Kawasaki)                             |  |
| 1980 | 500 cc     | Wil Hartog (Suzuki)                          | Kenny Roberts (Yamaha)                         | Franco Uncini (Suzuki)                          | Graziano Rossi (Suzuki)                        | Marco Lucchinelli (Suzuki)                             |  |
| 1980 | Zijspannen | Jock Taylor/ Benga Johansson (Windle-Yamaha) | Werner Schwärzel/ Andreas Huber (Yamaha)       | Bruno Holzer/ Karl Meierhans (LCR-Yamaha)       | Alain Michel/ Michael Burkhard (Seymaz-Yamaha) | Rolf Biland/ Kurt Waltisperg (LCR-Yamaha)              |  |
|      |            |                                              |                                                |                                                 |                                                |                                                        |  |
| 1981 | 125 cc     | Ángel Nieto (Minarelli)                      | Jacques Bolle (Motobécane)                     | Maurizio Vitali (MBA)                           | Pier Paolo Bianchi (MBA)                       | Hans Müller (MBA)                                      |  |
| 1981 | 250 cc     | Toni Mang (Kawasaki)                         | Jean-François Baldé (Kawasaki)                 | Jean-Louis Guignabodet (Kawasaki)               | Toni Mang (Kawasaki)                           | Toni Mang (Kawasaki)                                   |  |
| 1981 | 500 cc     | Marco Lucchinelli (Suzuki)                   | Randy Mamola (Suzuki)                          | Kork Ballington (Kawasaki)                      | Marco Lucchinelli (Suzuki)                     | Marco Lucchinelli (Suzuki) en Jack Middelburg (Suzuki) |  |
| 1981 | Zijspannen | Rolf Biland/ Kurt Waltisperg (LCR-Yamaha)    | Jock Taylor/ Benga Johansson (Fowler-Yamaha)   | Werner Schwärzel/ Andreas Huber (Seymaz-Yamaha) | Rolf Biland/ Kurt Waltisperg (LCR-Yamaha)      | Werner Schwärzel/ Andreas Huber (Seymaz-Yamaha)        |  |
|      |            |                                              |                                                |                                                 |                                                |                                                        |  |
| 1982 | 125 cc     | Iván Palazzese (MBA)                         | August Auinger (Bartol-MBA)                    | Johnny Wickström (MBA)                          | Hans Müller (MBA)                              | Iván Palazzese (MBA)                                   |  |
| 1982 | 250 cc     | Christian Sarron (Yamaha)                    | Didier de Radiguès (Chevallier-Yamaha)         | Sito Pons (JJ Cobas-Rotax)                      | Didier de Radiguès (Chevallier-Yamaha)         | Christian Sarron (Yamaha)                              |  |
| 1982 | 350 cc     | Toni Mang (Kawasaki)                         | Christian Sarron (Yamaha)                      | Donnie Robinson (Yamaha)                        | Didier de Radiguès (Chevallier-Yamaha)         | Toni Mang (Kawasaki)                                   |  |
| 1982 | Zijspannen | Rolf Biland/ Kurt Waltisperg (LCR-Yamaha)    | Alain Michel/ Michael Burkhard (Seymaz-Yamaha) | Werner Schwärzel/ Andreas Huber (Seymaz-Yamaha) | Rolf Biland/ Kurt Waltisperg (LCR-Yamaha)      | Rolf Biland/ Kurt Waltisperg (LCR-Yamaha)              |  |